# Nominał pieniądza

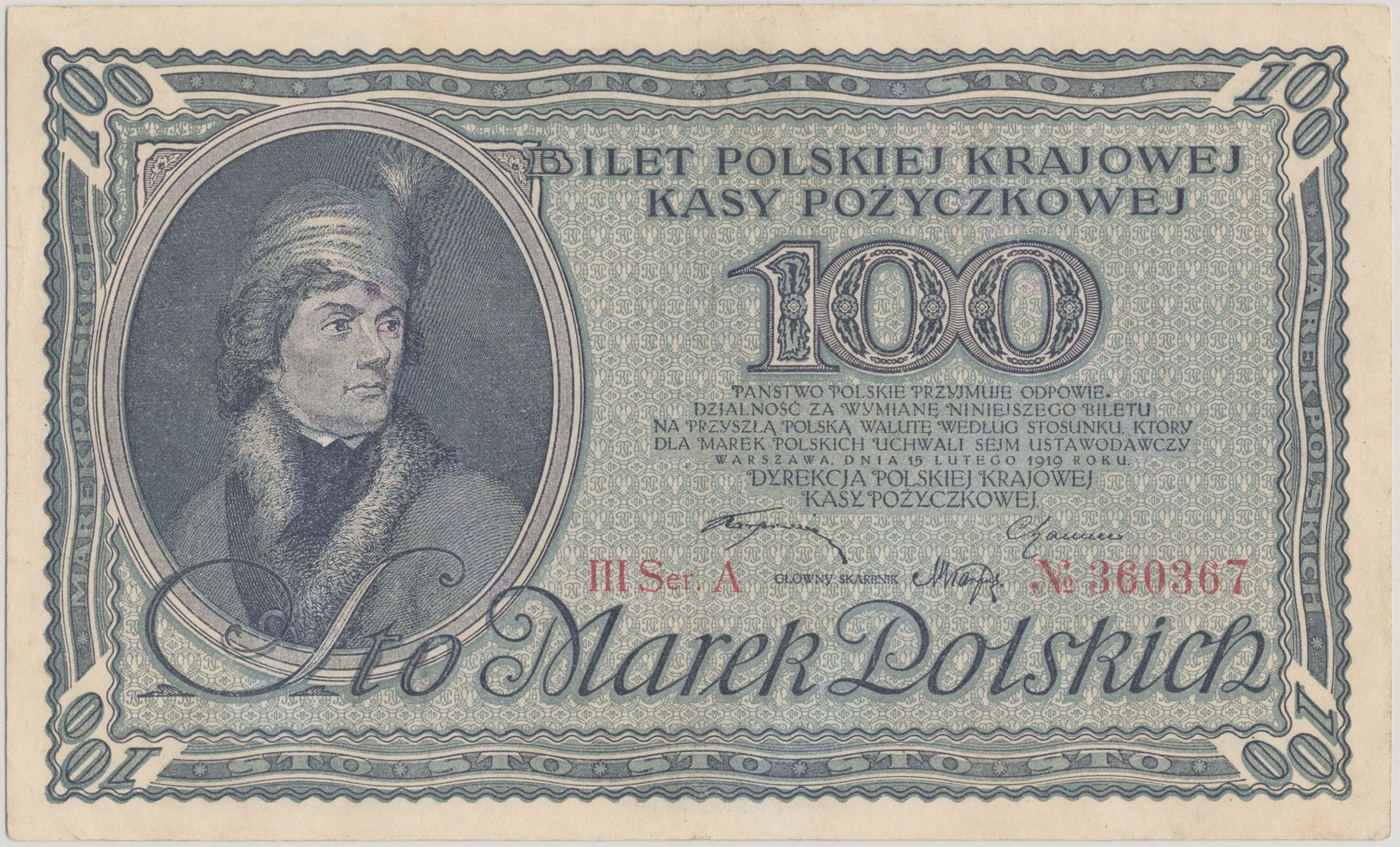
Banknot o nominale 100 marek polskich (1919)

Nominał pieniądza – niemające nic wspólnego z materialną postacią pieniądza, zdefiniowane wyłącznie przez emitenta, określenie wartości kawałka metalu (monety) czy papieru (banknotu).
W dobie pieniądza pełnowartościowego, tzn. takiego, którego wartość naniesiona na znakach pieniężnych jako nominał oddawała dokładnie wartość wykorzystywanego do produkcji kruszcu, pojęcie nominału pieniądza było tożsame z pojęciem jego gatunku. Rozluźnienie związku pomiędzy gatunkiem i nominałem nastąpiło wraz z pojawieniem się pieniądza podwartościowego, czyli takiego, w którym wartość wykorzystanego kruszcu była mniejsza niż deklarowany przez emitenta nominał. Do całkowitego oderwania nominału od gatunku doszło wraz z rozwojem pieniądza papierowego.